# 신 유성호접검
《신 유성호접검》(중국어: 新流星蝴蝶劍)는 1993년에 개봉한 홍콩 영화이다. 양자경(미셸 요)과 왕조현(왕쭈셴)과 양조위(량차오웨이)와 견자단(전쯔단) 등이 주연으로 출연하였다.

## KBS 성우진 (1997년 9월 27일)
- 최문자 - 고노대(양자경)
- 강희선 - 호접(왕조현)
- 김일 - 맹성혼(양조위)
- 이재용 - 엽상(견자단)
- 이근욱 - 손장주(서금강)
- 이종구 - 조공공(이가정)
- 안종익 - 황태자(린즈잉)
- 박상훈 - 율흥찬(탁종화)
- 김관진 - 손장주의 아들(이위)
- 정미경 - 묘소소(엽전진)